# Nuncia sulcata
Nuncia sulcata är en spindeldjursart som beskrevs av Forster 1954. Nuncia sulcata ingår i släktet Nuncia och familjen Triaenonychidae. Inga underarter finns listade i Catalogue of Life.